# Flavius Eutropius
Flavius Eutropius vagy teljes nevén Marcus Eutropius Gordianus (Dardania, 218 – Eboracum, ?) a Historia Augusta szerint előkelő családból származó nemesember. Flavius Gordianus és Claudia, vagy Titus Flavius és Gordiana Balba fia. Testvére Eutropia Galeria Valeriának. Felesége Claudia Crispina, akitől három gyermeke született, Aurelius Valerius Constantius (Chlorus), Valerius Constantinus Dardanus és Eutropia Crispina.
Constantius Chlorus apjaként a Constantinus-dinasztia ősének tekintendő. Az uralkodóház megelőző leszármazása a későbbi dinasztikus igazítások miatt bizonytalan.